# Agrotis aulacias
Agrotis aulacias är en fjärilsart som beskrevs av Edward Meyrick 1899. Agrotis aulacias ingår i släktet Agrotis och familjen nattflyn. Inga underarter finns listade i Catalogue of Life.